# هاینر بکهاوس
هاینر بکهاوس (انگلیسی: Heiner Backhaus؛ زادهٔ ۴ فوریهٔ ۱۹۸۲) بازیکن فوتبال اهل آلمان است.
از باشگاه‌هایی که در آن بازی کرده‌است می‌توان به باشگاه فوتبال زاکسن لایپزیگ، باشگاه فوتبال لوکوموتیو لایپزیگ، باشگاه فوتبال هانوفر ۹۶، باشگاه فوتبال شالکه ۰۴، باشگاه فوتبال یونیون برلین، باشگاه فوتبال آرمینیا بیله‌فلد، باشگاه ورزشی کیتچی، باشگاه فوتبال کیکرز اوفنباخ، باشگاه فوتبال روت‌وایس اسن، باشگاه فوتبال والتا، و باشگاه فوتبال بروسیا مونشن‌گلادباخ اشاره کرد.